# 6141 Durda
A 6141 Durda (ideiglenes jelöléssel 1992 YC3) egy marsközeli kisbolygó. A Spacewatch projekt keretében fedezték fel 1992. december 26-án.